# چوات‌بالوک (آلاسکا)
چوات‌بالوک (به انگلیسی: Chuathbaluk) شهری در ناحیه سرشماری بتل، آلاسکا ایالت آلاسکا است که جمعیت آن در سرشماری سال ۲۰۰۰ میلادی ۱۱۹ نفر بوده‌است.